# Ingeburg Herz
Ingeburg Herz, geborene König (* 23. Februar 1920 in Hamburg; † 30. September 2015 ebenda) war eine deutsche Unternehmerin und Stifterin. Die Ehefrau des Tchibo-Gründers Max Herz zählte 2005 mit einem geschätzten Vermögen von über fünf Milliarden Euro zu den reichsten Deutschen.

## Leben
Die in Hamburg lebende Ingeburg König heiratete 1939 Max Herz; sie bekamen zusammen fünf Kinder: Günter Herz (* 1940), Joachim Herz (1941–2008), Michael Herz (* 1943), Wolfgang Herz sowie Daniela Herz-Schnoeckel.
Nach dem Tod des Firmengründers 1965 fiel das gesamte Vermögen an seine Frau und seine Kinder, allerdings regelte das Testament die Firmennachfolge nicht eindeutig. Es kam zu Streit unter den Kindern. Günter Herz als Ältester übernahm die Führung des Tchibo-Unternehmens, die Mutter und die anderen Kinder hielten weitere Anteile.
Ingeburg Herz wandte sich karitativen Aufgaben zu und gründete die Max und Ingeburg Herz Stiftung, die vorrangig Einrichtungen für die medizinische Behandlung und Betreuung älterer Menschen unterstützt, aber auch auf anderen Gebieten, zum Beispiel bei der Vergabe von Stipendien an deutsche Studenten, aktiv ist.
Anfang 2001 musste Günter Herz wegen andauernder Streitigkeiten in der Familie seinen Vorstandsvorsitz bei der damaligen Tchibo Holding AG (heute maxingvest ag) abgeben. Über Monate lähmte der Streit auch das Unternehmen und die angestrebte Übernahme einer Mehrheitsbeteiligung beim Kosmetikkonzern Beiersdorf AG. Im August 2003 setzten die Familienmitglieder ihre Unterschrift unter einen Vertrag, der fortan Mutter Ingeburg Herz und die drei Brüder Michael, Wolfgang und Joachim zu alleinigen Eigentümern des Familienkonzerns machte. Der frühere Chef Günter Herz und seine Schwester Daniela wurden mit geschätzten vier Milliarden Euro ausbezahlt.
Ingeburg Herz starb am 30. September 2015 im Alter von 95 Jahren in Hamburg.

## Trivia
Der Asteroid (185164) Ingeburgherz wurde ihr zu Ehren benannt.